# Les Ulis
Les Ulis är en kommun i departementet Essonne i regionen Île-de-France i norra Frankrike. Kommunen ligger i kantonen Les Ulis som tillhör arrondissementet Palaiseau. År 2022 hade Les Ulis 25 633 invånare.
Les Ulis ligger 23 km från centrala Paris.
Thierry Henry, Patrice Evra och Anthony Martial är fotbollsspelare uppvuxna i Les Ulis, som är en invandrartät och socialt utsatt förort.

## Befolkningsutveckling
Antalet invånare i kommunen Les Ulis
| Referens: INSEE |